# Oedokanmijn

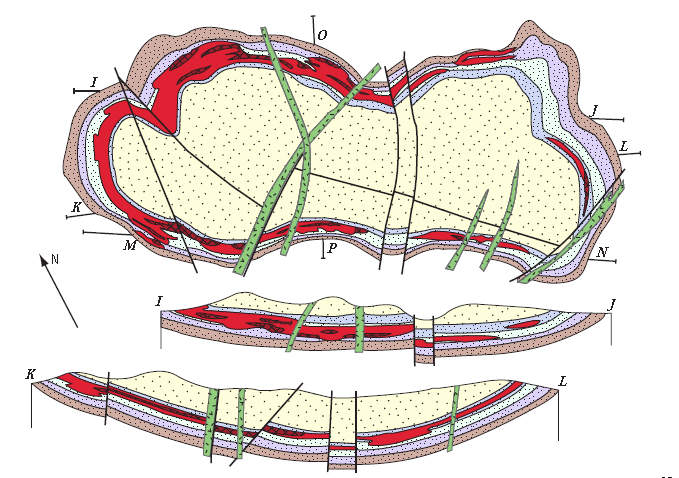
Geologische kaart en doorsnedes van de Oedokanafzetting met Borniet-chalcocietertslichamen (rood), pyriet-chalcopyrietertslichamen (donkerrood), gabbro-doleriet-, lamprofyr- en kwarts-porfier-dikes (groen) en de bovenliggende (supraore) sequentie van de Boven-Sakoekan-subformatie en de Namingaformatie (lichte tint). De Sakoekan en Naminga zijn twee rivieren die door het gebergte stromen.

De Oedokanmijn is een grote kopermijn in het Oedokangebergte op 30 kilometer ten zuiden van de plaats Novaja Tsjara en de spoorlijn Baikal-Amoer (BAM) in het noorden van de Russische kraj Transbaikal.
De mijn ligt bij de grootste koperertsafzetting van Rusland en de op twee na grootste ter wereld. De reserves worden geschat op 1,375 miljard ton erts waaronder ongeveer 24,6 miljoen ton koper (1,45%) en 11,9 duizend ton zilver (gemiddeld 9,6 gram per ton). De ertslagen liggen in een gebied dat onderhevig is aan permafrost en aardbevingen. De ertslagen zijn vanwege de afgelegen locatie en minerale samenstelling relatief moeilijk winbaar, waardoor het meer dan 70 jaar heeft geduurd alvorens in 2020 met de winning werd begonnen.

## Geologie
De ertslagen bestaan uit koper-zandsteen. Tektonisch gezien is de afzetting beperkt tot de Naminga-brachysyncline in het axiale deel van het gebied van de gebergtes Kodar en de Oedokan. De ertsen van de Oedokan-afzetting bestaan bijna volledig uit koper en bevatten slechts een kleine hoeveelheid zilver. De minerale samenstelling wordt gekenmerkt door een uitzonderlijke uniformiteit. De belangrijkste primaire kopermineralen zijn chalcociet, borniet en chalcopyriet. Secundaire kopermineralen zoals malachiet, azuriet, covelliet en chalcociet zijn wijdverspreid. Andere belangrijke mineralen in de ertsen zijn pyriet, magnetiet en hematiet. Andere mineralen die zijn aangetroffen zijn valleriit, molybdeniet, witticheniet, pyrrhotiet, sfaleriet, marcasiet, tennantiet, polydymiet, cobaltiet, stromeyeriet en zilver. In de primaire ertsen is 65% van het koper chalcociet, 20-25% borniet en 10-15% chalcopyriet.

## Geschiedenis

### Ontdekking en geologische onderzoeken
In 1949 werd koper in het gebied ontdekt door een geologische expeditie. In 1952 werd een onderzoeksteam ingesteld voor de ertslagen en een jaar later werd een weg aangelegd van het dorp Tsjara naar het bergriviertje Naminga, waar het geologendorp Naminga verrees. Een eerste onderzoeksprogramma werd afgesloten in 1958. In 1959 besloot het Ministerie van Geologie van de Sovjet-Unie echter om het onderzoeksprogramma stop te zetten omdat de voorlopige conclusies er ten onrechte op wezen dat het erts slechts een beperkte verspreidingsdiepte had en daarmee onrendabel voor exploitatie was. Al snel bleek dat bepaalde mijngangen van de onderzoekers wel zeer rijk aan delfstoffen waren, waarop het project werd voortgezet en extra gelden kreeg voor verder onderzoek met als doel in 1964 een eerste gedetailleerde verkenning te voltooien. Tegelijkertijd werden er in Snezjinsk door een team onder leiding van atoomonderzoeker Jevgeni Avrorin plannen gemaakt om de afzetting sneller bereikbaar te maken door een serie 'vreedzame kernexplosies' uit te voeren in diverse mijngangen. Door de mijnbouw hier op deze wijze een snelle start te geven zou de BAM meteen ook een stuk rendabeler kunnen zijn zo werd gedacht. In 1964 werden de onderzoekswerkzaamheden afgebouwd en in 1966 volledig stilgelegd. De kernexplosies die dat jaar hadden moeten plaatsvinden en in een vergevorderd stadium waren (de eerste ladingen zouden al zijn geplaatst) werden toen waarschijnlijk in opdracht van minister van buitenlandse zaken Andrej Gromyko niet doorgezet. De ontploffingen zouden mogelijk hebben kunnen leiden tot een grote ramp in het gebied. De als moeilijk ingeschatte winning had vervolgens geen prioriteit meer omdat elders in de Oezbeekse en de Kazachse SSR voldoende makkelijk winbare kopererts aanwezig was.
Met de herstart van de aanleg van de BAM werden vanaf 1975 nieuwe verkenningen uitgevoerd naar de ertslagen, werden semi-industriële testen op bulkmonsters uitgevoerd en werd een groot aantal andere werken uitgevoerd om de totale omvang van de ertslagen beter in beeld te brengen. In 1981 werd de definitieve samenstelling bepaald op 1,45% koper op basis van een hoeveelheid van 20 miljoen ton. De BAM werd mogelijk mede vanwege deze ertslagen langs Novaja Tsjara geleid.
Vanaf de jaren 1970 werden plannen gemaakt voor een ertsverwerkende fabriek, maar deze werden telkens als onrendabel weggezet. Een Russisch-Amerikaanse joint-venture verkreeg in 1992 een concessie voor de ontsluiting van de ertslagen. Hoewel deze een uitgebreide analyse uitvoerde naar de winbaarheid van de lagen kwam de winning zelf niet van de grond, waarop de vergunning in 1998 weer werd ingetrokken.

### Nieuwe onderzoeken en start van de winning
In 2000 werd een nieuw Russisch onderzoek opgezet door de afdeling Concentratie van de Moskouse nationale universiteit voor technologisch onderzoek MISIS om de haalbaarheid van ertsverwerking ter plekke te onderzoeken. In 2006 werd door het MISIS een proeffabriek gebouwd op 7 kilometer van de ertslagen en nabij de plaats Novaja Tsjara. Hier worden nieuwe technieken getest die ook op andere plekken in Siberië en het Russische Verre Oosten moeten kunnen worden toegepast. In 2008 verkreeg Michajlovski GOK, een van de onderdelen van het metallurgische bedrijf Metalloinvest van oligarch Alisjer Oesmanov een winningsconcessie voor de vergunningssom van 15 miljard roebel (500 miljoen dollar). Dit hoge bedrag zorgde er uiteindelijk voor dat de mijnbouwondernemingen van concurrenten Vladimir Potanin, Oleg Deripaska en Michail Prochorov afzagen van een bod. Voor de winning werd het Mijnbouwbedrijf Baikal opgericht, dat later direct onder Oesjmanov's bedrijf USM Holdings werd geplaatst. In het winningsmodel werd vooral gekeken naar de relatieve nabijheid van het gebied ten opzichte van belangrijke afzetmarkten in Azië, zoals China, Zuid-Korea, India en Taiwan. In 2010 voerde het mijnbouwbedrijf geologische verkenningen uit. Daartoe werd ongeveer 15.000 meter aan verificatie-, geologische en geomechanische putten geboord, meer dan 1200 meter aan testgaten en ruim 2500 meter aan ondergrondse testtunnels geboord en werden ruim vijfduizend tunnelmonsters en kernmonsters genomen voor verdere analyse. Deze analyse die eveneens in 2010 plaatsvond becijferde de totale ertslagen op 2,7 miljard ton erts waarin zich 25,7 miljoen ton koper zou bevinden met een gemiddeld metaalgehalte van 0,95% en een cut-off grade voor dagbouwwinning van 0,35%. De ertsreserves voor dagbouw werden geschat op 795 miljoen ton erts met een kopergraad van 1,24%, ofwel 9,9 miljoen ton koper. In 2011 kocht het mijnbouwbedrijf de proeffabriek van MISIS, tussen 2013 en 2016 werd na een haalbaarheidsstudie besloten om de winning voort te zetten en in 2016 verkreeg het bedrijf patent op een nieuwe ertsverwerkende techniek en tussen 2017 en 2018 werden ontwerpen voor ertsveredelende en metallurgische fabrieken opgesteld. Tussen 2019 en 2020 werd het elektrische onderstation van Tsjara gemoderniseerd om het nieuwe complex van energie te kunnen voorzien.
De eerste ertswinning begon in augustus 2020. De opening van de eigenlijke mijn staat voor de nabije toekomst gepland. Oesmanov wil naar schatting 2,9 miljard dollar investeren in de ontwikkeling van de mijn, die in 2023 volledig operationeel moet zijn voor een eerste fase, waarin jaarlijks 12 miljoen ton per jaar moet kunnen worden gewonnen. Daarbij wordt ook geïnvesteerd in de omliggende infrastructuur. Zo wordt het spoorstation van Novaja Tsjara en de luchthaven Tsjara aangepakt, worden nieuwe spoorlijnen aangelegd en wordt bij de mijn een vachtovy posjolok (roulatienederzetting) aangelegd.